# Glen Joseph Ingram
Pour les articles homonymes, voir Ingram.
Glen Joseph Ingram est un herpétologiste australien né en 1951.
Diplômé de l'université du Queensland, il travaille au Queensland Museum. C'est un spécialiste de l'herpétofaune australasienne.

## Taxons nommés en son honneur
- Ctenotus ingrami Czechura & Wombey, 1982
- Lerista ingrami Storr, 1991

## Quelques Taxons décrits
- Anomalopus pluto Ingram, 1977
- Carlia dogare Covacevich & Ingram, 1975
- Carlia inconnexa Ingram & Covacevich, 1989
- Carlia jarnoldae Covacevich & Ingram, 1975
- Carlia rimula Ingram & Covacevich, 1980
- Carlia rubrigularis Ingram & Covacevich, 1989
- Carlia storri Ingram & Covacevich, 1989
- Crinia deserticola (Liem & Ingram, 1977)
- Cryptoblepharus fuhni Covacevich & Ingram, 1978
- Ctenotus aphrodite Ingram & Czechura, 1990
- Ctenotus nullum Ingram & Czechura, 1990
- Ctenotus quinkan Ingram, 1979
- Ctenotus rawlinsoni Ingram, 1979
- Ctenotus terrareginae Ingram & Czechura, 1990
- Harrisoniascincus zia (Ingram & Ehmann, 1981)
- Lampropholis adonis Ingram, 1991
- Lampropholis amicula Ingram & Rawlinson, 1981
- Lampropholis caligula Ingram & Rawlinson, 1981
- Lampropholis coggeri Ingram, 1991
- Lampropholis colossus Ingram, 1991
- Lampropholis couperi Ingram, 1991
- Lampropholis mirabilis Ingram & Rawlinson, 1981
- Lampropholis robertsi Ingram, 1991
- Lerista colliveri Couper & Ingram, 1992
- Lerista emmotti Ingram, Couper & Donnellan, 1993
- Liburnascincus scirtetis (Ingram & Covacevich, 1980)
- Litoria electrica Ingram & Corben, 1990
- Litoria olongburensis Liem & Ingram, 1977
- Litoria revelata Ingram, Corben & Hosmer, 1982
- Lygisaurus rococo Ingram & Covacevich, 1988
- Lygisaurus sesbrauna Ingram & Covacevich, 1988
- Lygisaurus tanneri Ingram & Covacevich, 1988
- Menetia timlowi Ingram, 1977
- Mixophyes fleayi Corben & Ingram, 1987
- Nactus galgajuga (Ingram, 1978)
- Philoria kundagungan (Ingram & Corben, 1975)
- Pseudophryne covacevichae Ingram & Corben, 1994
- Pseudophryne raveni Ingram & Corben, 1994
- Ramphotyphlops chamodracaena Ingram & Covacevich, 1993
- Ramphotyphlops silvia Ingram & Covacevich, 1993
- Saproscincus basiliscus (Ingram & Rawlinson, 1981)
- Saproscincus czechurai (Ingram & Rawlinson, 1981)
- Taudactylus liemi Ingram, 1980

 Ingram est l’abréviation habituelle de Glen Joseph Ingram en zoologie.

Consulter la liste des abréviations d'auteur en zoologie ou la liste des taxons zoologiques assignés à cet auteur par ZooBank